# ジョン・マッギン
ジョン・マッギン（John McGinn, 1994年10月18日 - ）は、スコットランド・グラスゴー出身のサッカー選手。プレミアリーグ・アストン・ヴィラFC所属。スコットランド代表。ポジションはミッドフィールダー。

## 経歴

### セント・ミレン
セント・ミレンFCのユース選手としてキャリアをスタートし、2012‐2013シーズンのセルティックFC戦で、78分から出場し、リーグ戦のデビューを果たした。2012年の11月29日には、クラブと新たに3年契約を結んだ。また、2013年のスコティッシュ・プレミアリーグファイナルに先発出場し、ハート・オブ・ミドロシアンFCへの勝利に貢献した。

### ハイバーニアン
2015年7月31日、4年契約でスコティッシュ・プレミアリーグのハイバーニアンFCに移籍した。2015‐2016シーズンにはスコティッシュカップを獲得してチームに初のタイトルをもたらし、次のシーズンにはスコティッシュ・プレミアシップへの昇格をもたらすなど、主力選手として活躍した。
リーグでの活躍により、EFLチャンピオンシップのノッティンガム・フォレストからの関心が寄せられたが、それを断り2017‐18シーズンもクラブに残留することを決めた。そのシーズンでは、スコティッシュ・プレミアシップ年間最優秀選手候補にノミネートされるほどの活躍を見せた。
国内の強豪セルティックFCからオファーを受けたが、それを断ってヨーロッパリーグ予選でゴールを決めた。

### アストン・ヴィラ
2018年8月8日、EFLチャンピオンシップのアストン・ヴィラFCと4年契約を結ぶことが発表された。背番号は7番。その後11日に行われたウィガン・アスレティックとのリーグ戦でデビューし、ジェームズ・チェスターの得点をアシストするなど活躍した。9月22日のシェフィールド・ウェンズデイ戦で初得点を挙げた。このゴールは後にリーグの最優秀ゴール賞にノミネートされた。2018-19シーズンではコンスタントな活躍を見せ、チームの年間最優秀選手に選ばれた。
2022年7月27日、チームメイトのタイロン・ミングスに代わり、ゲームキャプテンに就任する事がクラブより発表された。

## 代表経歴
2013年のオランダ代表との試合でU-19スコットランド代表としてデビューし、その後もユース世代の代表として試合に出場し、キャプテンマークをまいた。
2016年の3月に初めてフル代表に招集され、デンマーク代表戦でデビュー、勝利に貢献してマンオブザマッチにも選定された。
2024年UEFA EURO 2024に選出

## エピソード
4人兄弟の3番目であり、二人の兄も同様にサッカー選手である。３兄弟ともにセント・ミレンFCでのプレー経験がある。祖父のジャックは、セルティックFCのチェアマンであるとともに、スコットランドサッカー協会の会長でもある。
ニックネームは「ミートボール」。17歳ぐらいのときから呼ばれており、「坊主頭で頭が丸く、2頭身に見えてミートボールみたいだった」からだといい、「ミートボールがとても好きだったから、全然気にしてない」という。
生粋のBhoysで幼少期はセルティックのジャージを着て応援しており、6歳の時にセルティック・パークで観たオールドファームがサッカーに関する一番最初の思い出。
史上最高の選手としてとしてセルティックで活躍したヘンリク・ラーションを挙げ、クラブと代表で背負う背番号「7」は彼を意識してのもの。「子供の頃から背番号は7が大好きでトップ下のポジションでプレーする背番号7のラーションを見ていた。僕は彼みたいなプレーはしないが背番号7は特別なんだ。」と明かした。
手でゴーグルを表現する特徴的なゴールパフォーマンスは視力が悪くサッカーをする時にアイプロテクターをしなくてはならない幼い甥ジャックの応援のために行っており、「UEFA EURO 2020でするために考えたんだ！僕の甥っ子は目が悪くて、サッカーをするときはゴーグルをかけなきゃいけないんだ。だから、僕がゴールを決めたときにゴーグルをかげれば、少しは彼への応援になると思ったんだ」。
もし、サッカー選手になっていなかったら何になっているかという質問には「YouTuber、それで今よりずっと太っているだろうね（笑）」と答えている。
好きなアメリカ人アーティストは？という質問には「僕はスウィフティー（テイラー・スウィフトのファンダム）だから。テイラー・スウィフト」と答えている。

## 個人成績
2025年6月1日現在
| クラブ           | シーズン     | 背番号       | リーグ                               | リーグ | リーグ | カップ戦 | カップ戦 | リーグ杯 | リーグ杯 | ヨーロッパ | ヨーロッパ | その他 | その他 | 合計 | 合計 |
| クラブ           | シーズン     | 背番号       | リーグ                               | 出場   | 得点   | 出場     | 得点     | 出場     | 得点     | 出場       | 得点       | 出場   | 得点   | 出場 | 得点 |
| ---------------- | ------------ | ------------ | ------------------------------------ | ------ | ------ | -------- | -------- | -------- | -------- | ---------- | ---------- | ------ | ------ | ---- | ---- |
| セント・ミレン   | 2012–13      | 29           | スコットランド・プレミアリーグ       | 22     | 1      | 3        | 0        | 2        | 0        | —          | —          | —      | —      | 27   | 1    |
| セント・ミレン   | 2013–14      | 7            | スコットランド・プレミアリーグ       | 35     | 3      | 2        | 0        | 1        | 0        | —          | —          | —      | —      | 38   | 3    |
| セント・ミレン   | 2014–15      | 7            | スコットランド・プレミアリーグ       | 30     | 0      | 2        | 0        | 1        | 0        | —          | —          | —      | —      | 33   | 0    |
| セント・ミレン   | 合計         | 合計         | 合計                                 | 87     | 4      | 7        | 0        | 4        | 0        | 0          | 0          | —      | —      | 98   | 4    |
| ハイバーニアン   | 2015–16      | 18           | スコッティッシュ・チャンピオンシップ | 36     | 3      | 7        | 0        | 5        | 1        | —          | —          | 4      | 1      | 52   | 5    |
| ハイバーニアン   | 2016–17      | 18           | スコッティッシュ・チャンピオンシップ | 29     | 4      | 5        | 1        | 1        | 0        | 2          | 0          | 0      | 0      | 37   | 5    |
| ハイバーニアン   | 2017–18      | ７           | スコットランド・プレミアシップ       | 35     | 5      | 1        | 0        | 7        | 1        | —          | —          | —      | —      | 43   | 6    |
| ハイバーニアン   | 2018–19      | ７           | スコットランド・プレミアシップ       | 1      | 0      | —        | —        | —        | —        | 3          | 2          | —      | —      | 4    | 2    |
| ハイバーニアン   | 合計         | 合計         | 合計                                 | 101    | 12     | 13       | 1        | 13       | 2        | 5          | 2          | 4      | 1      | 136  | 18   |
| アストン・ヴィラ | 2018–19      | 7            | チャンピオンシップ                   | 40     | 6      | 1        | 0        | —        | —        | —          | —          | 3      | 1      | 44   | 7    |
| アストン・ヴィラ | 2019–20      | 7            | プレミアリーグ                       | 28     | 3      | 0        | 0        | 2        | 0        | —          | —          | —      | —      | 30   | 3    |
| アストン・ヴィラ | 2020–21      | 7            | プレミアリーグ                       | 37     | 3      | 0        | 0        | 0        | 0        | —          | —          | —      | —      | 37   | 3    |
| アストン・ヴィラ | 2021–22      | 7            | プレミアリーグ                       | 35     | 3      | 1        | 0        | 0        | 0        | —          | —          | —      | —      | 36   | 3    |
| アストン・ヴィラ | 2022–23      | 7            | プレミアリーグ                       | 34     | 1      | 0        | 0        | 2        | 0        | —          | —          | —      | —      | 36   | 1    |
| アストン・ヴィラ | 2023–24      | 7            | プレミアリーグ                       | 35     | 6      | 3        | 0        | 1        | 0        | 14         | 3          | —      | —      | 53   | 9    |
| アストン・ヴィラ | 2024–25      | 7            | プレミアリーグ                       | 34     | 1      | 4        | 0        | 1        | 0        | 10         | 3          | —      | —      | 49   | 4    |
| アストン・ヴィラ | 合計         | 合計         | 合計                                 | 243    | 23     | 9        | 0        | 6        | 0        | 24         | 6          | 3      | 1      | 285  | 30   |
| キャリア合計     | キャリア合計 | キャリア合計 | キャリア合計                         | 431    | 39     | 29       | 1        | 23       | 2        | 29         | 8          | 7      | 1      | 519  | 52   |

## タイトル

### クラブ
セント・ミレンFC
- スコティッシュリーグカップ 2012-13

ハイバーニアンFC
- スコティッシュカップ 2015-16
- スコティッシュチャンピオンシップ 2016-17

アストン・ヴィラ
- EFLチャンピオンシッププレーオフ:2018年
- EFLカップ準優勝: 2019-20

### 個人
- SFWA国際年間最優秀選手賞: 2019–20、2020–21、2021–22、2022–23
- アストン・ヴィラ年間最優秀選手賞:2018–19
- アストン・ヴィラ年間最優秀ゴール賞:2024–25
- スコッティッシュ・チャンピオンシップ年間最優秀選手賞:2016-17
- スコッティッシュ・チャンピオンシップ月間最優秀選手賞:2015年11月、2016年11月
- UEFAヨーロッパ・カンファレンスリーグ・チーム・オブ・ザ・シーズン:2023-24